# Baiedo
Baiedo è l'unica frazione geografica del comune italiano di Pasturo posta a nord del centro abitato verso Introbio. Costituì un comune autonomo fino al 1927.

## Storia
Baiedo fu un antico comune del Milanese, dotato di una rocca già in epoca romana.
Nel 1720 fu registrato come un villaggio di 170 abitanti, e nel 1786 entrò per un quinquennio a far parte della Provincia di Como, per poi cambiare continuamente i riferimenti amministrativi nel 1791, nel 1797 e nel 1798. Nel 1799 contava 251 anime.
Portato definitivamente sotto Como nel 1801, alla proclamazione del regno d'Italia napoleonico nel 1805 risultava avere 239 abitanti. Nel 1809 il municipio fu soppresso su risultanza di un regio decreto di Napoleone che lo annesse per la prima volta a Pasturo, ma il comune di Baiedo fu ripristinato con il ritorno dell'Impero austriaco. Nel 1853 risultò essere popolato da 202 anime, salite a 212 nel 1871. Nel 1921 si registrarono 295 residenti. Fu il regime fascista a decidere nel 1927 di sopprimere definitivamente il comune, unendolo nuovamente a Pasturo.

## Monumenti e luoghi d'interesse

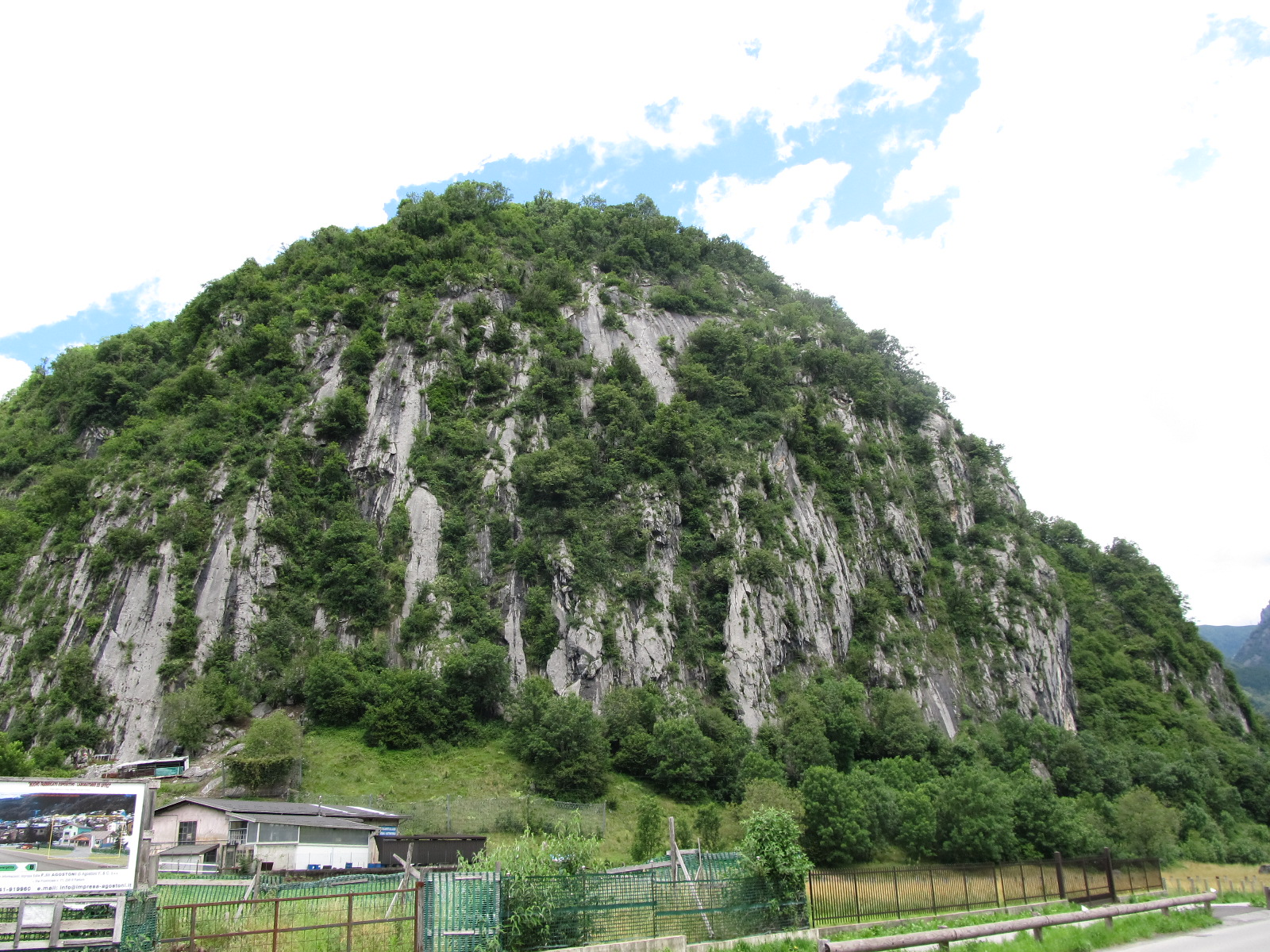
La Rocca di Baiedo

### Architetture religiose
L'edificio religioso più antico è la chiesa di Sant'Andrea, tuttavia pesantemente ristrutturata nel corso dei secoli.
Rimaneggiata fu anche chiesa di San Pietro Martire, che si ritiene risalire al XIII secolo. Al suo interno, oltre a dipinti di Luigi Tagliaferri e Antonio Sibella, si conservano un altare barocco e un Martirio affrescato da Ludovico Vignati (XVII secolo).

### Altro
L'abitato è dominato dall'imponente Rocca di Baiedo, un ammasso roccioso che si protende nella valle restringendola. Sulla sommità della rocca si trovano le rovine di una fortificazione medievale. La parete della Rocca è un'apprezzata meta per le arrampicate.
Tra gli edifici più interessanti di Baiedo, è la casa sita all'indirizzo Via Anesetti 3, risalente agli inizi del XIX secolo.